# ダシダワー・アマルトゥブシン
ダシダワー・アマルトゥブシン（Dashdavaa Amartuvshin、1987年12月15日 - ）は、モンゴル出身のモンゴルの柔道家。身長165cm。階級は60kg級。

## 経歴
2010年のグランドスラム・モスクワで3位になるが、世界選手権では3回戦で敗れた。2011年のワールドカップ・アルマトイで国際大会初優勝を飾った。2012年のロンドンオリンピックにはダワードルジ・トゥムルフレグ等との代表争いに敗れて出場できなかった。2013年にはグランプリ・サムスンとグランドスラム・バクーで優勝を飾った。世界選手権では準決勝でヨーロッパチャンピオンであるグルジアのアミラン・パピナシビリに小外掛の技ありで逆転勝ちするが、決勝では日本の髙藤直寿に指導2で敗れた。

## 主な戦績
- 2010年 - グランドスラム・モスクワ 3位
- 2010年 - ワールドカップ・ウランバートル 3位
- 2010年 - アジア大会 5位
- 2011年 - ワールドカップ・アルマトイ 優勝
- 2011年 - ワールドカップ・チェジュ 3位
- 2012年 - ワールドカップ・ウランバートル 優勝
- 2012年 - グランプリ・アブダビ 3位
- 2012年 - グランプリ・青島 2位
- 2013年 - ヨーロッパオープン・ブダペスト 2位
- 2013年 - グランプリ・サムスン 優勝
- 2013年 - グランドスラム・バクー 優勝
- 2013年 - ワールドマスターズ 7位
- 2013年 - ユニバーシアード 5位
- 2013年 - グランプリ・ウランバートル 2位
- 2013年 - 世界選手権 2位
- 2013年 - グランドスラム・東京 5位
- 2014年 - グランプリ・アスタナ 2位
- 2014年 - グランプリ・タシュケント 優勝
- 2014年 - グランドスラム・アブダビ 2位
- 2014年 - グランプリ・チェジュ 3位
- 2014年 - グランドスラム・東京 5位
- 2015年 - グランプリ・トビリシ 3位
- 2015年 - グランプリ・ウランバートル 優勝
- 2015年 - グランドスラム・パリ 3位
- 2016年 - グランプリ・トビリシ 2位
- 2016年 - ワールドマスターズ 3位
- 2016年 - グランプリ・ウランバートル 優勝
- 2017年 - グランプリ・デュッセルドルフ 3位
- 2017年 - グランプリ・フフホト 2位
- 2017年 - グランプリ・ハーグ 3位
- 2017年 - グランドスラム・東京 2位
- 2017年 - ワールドマスターズ 3位
- 2018年 - グランプリ・フフホト 3位
- 2018年 - アジア大会 7位
- 2018年 - グランプリ・ハーグ 優勝
- 2018年 - ワールドマスターズ 3位
- 2019年 - グランドスラム・パリ 3位
- 2019年 - グランドスラム・バクー 3位
- 2020年 - グランドスラム・パリ 3位

（出典、JudoInside.com）